# Crescenzio Gambarelli
Crescenzio Gambarelli (* in der zweiten Hälfte des 16. Jahrhunderts in Siena; † in der ersten Hälfte des 17. Jahrhunderts, wahrscheinlich in Siena) war ein italienischer Maler, der von 1591 bis 1622 aktiv war.

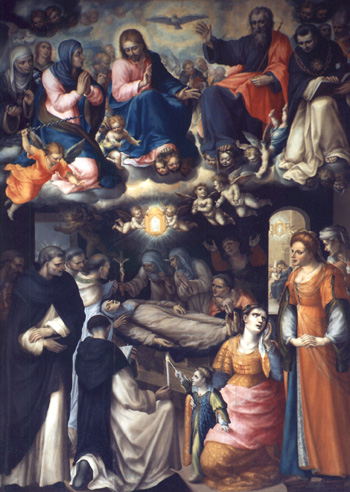
Morte di Santa Caterina, Siena, Basilica di San Domenico, Capella delle Volte

## Leben
Sein Vater hieß Domenico Gambarelli. Als Maler wurde er erstmals 1591 erwähnt. Zu diesem Zeitpunkt war mindestens volljährig, das er in der Steuerliste des Seneser Stadtdrittels Terzo di Città erscheint. Er war ein enger Vertrauter von Rutilio Manetti, zudem arbeitete er öfters mit Simondio Salimbeni zusammen. Zu einigen Verwirrungen in der Kunstgeschichte führte seine Unterschrift, die von einigen Kunsthistorikern als Cosimo Gambarelli gelesen wurde. Bekannt wurde er hauptsächlich durch seine vier Werke in der Cappella delle Volte in der Basilica di San Domenico, die er 1602 ausführte. Sein letztes Werk entstand in Pisa in der Chiesa di Santa Maria del Carmine, Transito di Santa Teresa genannt.

## Werke (Auswahl)
- Chianciano Terme, Museo della Collegiata di San Giovanni Battista: Purificazione della Vergine (zugeschrieben, war ursprünglich in der Collegiata di San Giovanni Battista in Chianciano Terme ausgestellt)[3]
- Pisa, Chiesa di Santa Maria del Carmine: Transito di Santa Teresa[2]
- Siena, Basilica di San Domenico, Cappella delle Volte:[4]:264
  - Gesù offre a Caterina la crocetta che ella aveva donato allo stesso in veste di pellegrino povero (1602 entstanden)
  - Morte di Santa Caterina (1602 entstanden)
  - Santa Caterina che dona l’abito a Gesù povero pellegrino (1602 entstanden)
  - Santa Caterina che recita l’uffizio in compagnia di Gesù (1602 entstanden)
- Siena, Chiesa di San Pietro a Vico d’Arbia im Ortsteil Vico d’Arbia: Martirio di San Bartolomeo (zugeschrieben)[5]
- Siena, Chiesa di San Martino: Gloria di Dio e Santi (auch Eterno e Santi, Leinwandgemälde)
- Siena, Museo delle Biccherne, Staatsarchiv Siena im Palazzo Piccolomini: Eterno e Santi (Leinwandgemälde, zugeschrieben)[4]:329
- Siena, Oratorio di San Bernardino, Museo Diocesano di Arte Sacra: Il Santo davanti a Papa Martino V (Lünette)[4]:386
- Siena, Oratorio di San Rocco: Storie di San Rocco, Freskenzyklus, der zwischen 1605 und 1610 mit Rutilio Manetti entstand[4]:397
- Siena, Palazzo Pubblico:[4]:29/50
  - Sala del Capitano del Popolo: Il Beato Giovanni Colombini porta sulle spalle Gesù apparsogli in veste di lebbroso (1600 entstanden)
  - Sala del Capitano del Popolo: Papa Urbano V. approva la regola dei Gesuati del Beato Colombini (1600 entstanden)
  - Seconda Sala: Madonna col Bambino e San Giovannino